# Terrasse en bois

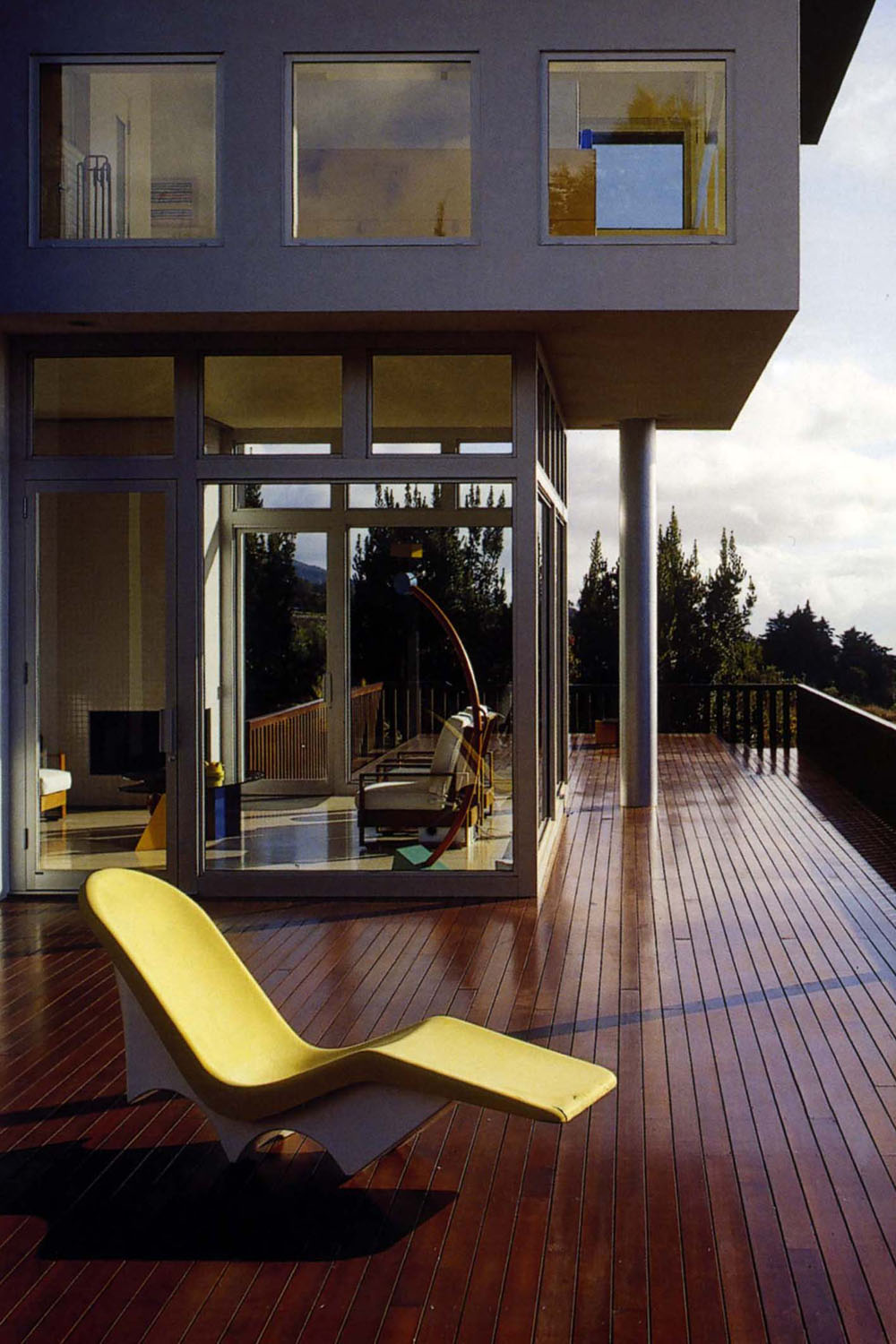
Une terrasse moderne en bois (lieu inconnu).

Une terrasse en bois est une sorte de terrasse constituée essentiellement de bois. En anglais, on l’appelle « deck » en référence au pont des bateaux du même nom.

## Spécificités
Structure de plein air conçue pour accueillir du passage, la terrasse en bois doit respecter des normes de construction (EN France, DTU51.4)[Où ?] précises, qui dépendront du sol sur lequel elle est implantée, de la fréquence et de l'importance du poids qu'elle doit supporter, et des contraintes climatiques, la pluie en particulier jouant un rôle important sur le gonflement du bois et sa durabilité.

## Caractéristiques
Les terrasses en bois sont principalement caractérisées par un aspect chaleureux et naturel, et une esthétique respectueuse de l'environnement. Par rapport aux autres types de terrasses réalisées avec des matériaux froid (ex : carrelage, brique), le sol en bois est souvent peu glissant et se réchauffe rapidement. La plupart des structures sèchent dans un temps relativement court, grâce au principe de pose des lames, légèrement espacées, et la composition du bois de construction, dont la porosité assure une inertie thermique qui régule la chaleur emmagasinée malgré les écarts de température extérieure.
Les terrasses en bois sont majoritairement construites dans le prolongement d'un espace de vie, telle la salle à manger ou une chambre, ou sur le sol d'une pièce existante comme un balcon ou une véranda. Dans certains cas cependant, elles sont utilisées pour pallier un terrain pentu ou habiller un jardin, une cour intérieure.
La pergola, le toit et les barrières sont autant d'éléments de structure qui peuvent aussi être construits en bois et participent à l'architecture, plus ou moins complexe.
L'entretien du bois est nécessaire dû aux contraintes météorologiques autant qu'humaines (passage, déplacement de meubles, salissures). Le bois en vieillissant peut être source d'échardes et détérioré par le grisaillement ou le noircissement. Bien que cela soit minimisé par l'application d'une couche de finition pigmentée, il faut y appliquer au moins une fois par an une huile saturateur spécifique.

## L'image de la terrasse en bois

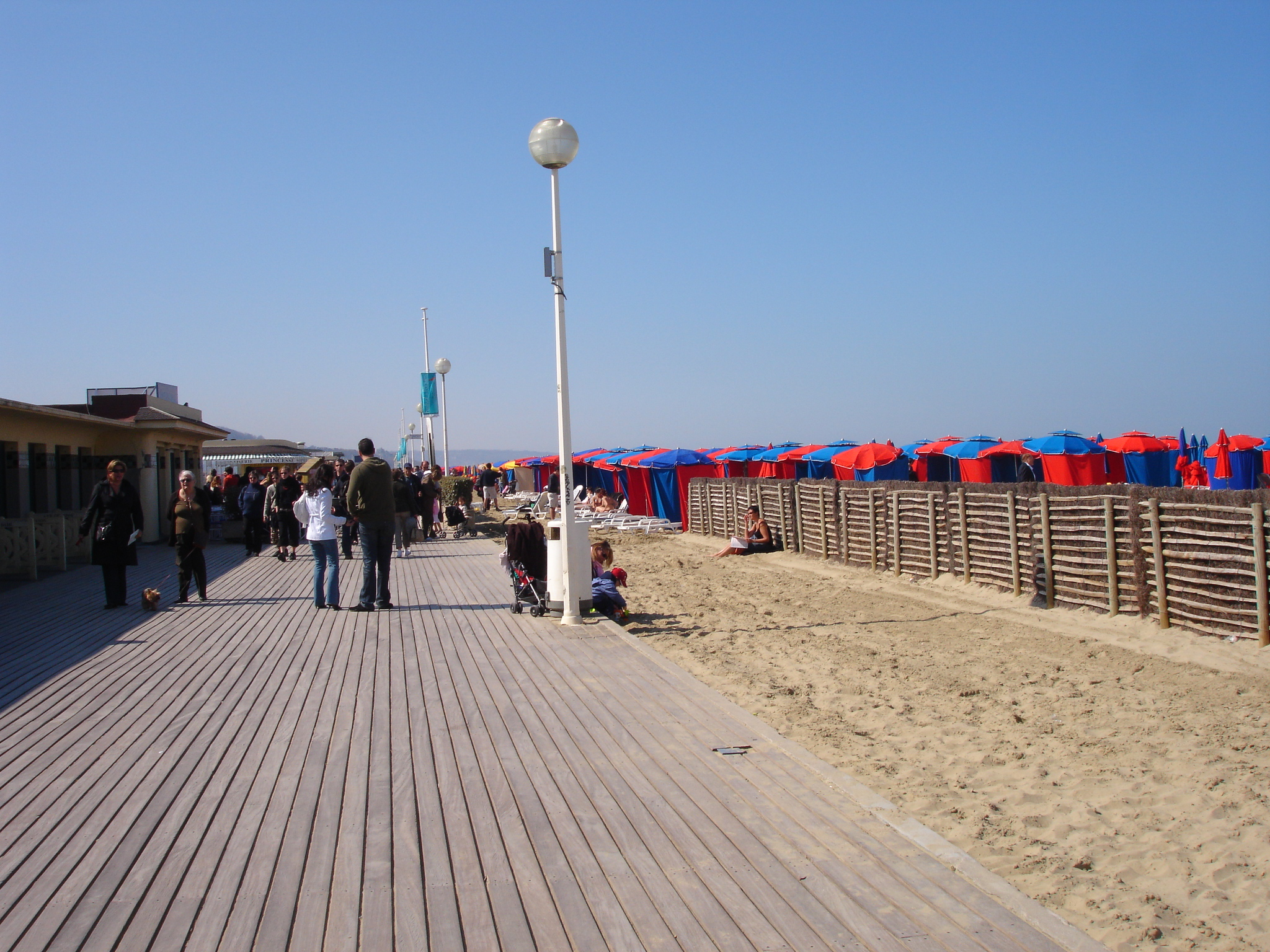
Les Planches de Deauville sont en azobé.

Aujourd'hui, la terrasse en bois est tellement prisée [Où ?] que de nombreux constructeurs présentent des modèles à poser soi-même. De par leur architecture flexible, elles ont généralement l'avantage de proposer une plus-value esthétique tout en restant plus réversibles que le terrassement classique en béton.
En France, les Planches de Deauville constituent une terrasse en bois de 600 mètres et un exemple de durabilité. Construites en 1923 le long de la plage, elles accueillent jusqu'à des milliers de visiteurs par jour les weeks-ends et l'été. Régulièrement restaurées cependant, elles comportent désormais des clous pour maintenir les lames. 
Construite en matériaux naturels, la terrasse en bois bénéficie d'une image écologique et beaucoup d'enseignes capitalisent sur des accessoires de décoration spécifiques dans un style à la fois rustique et noble. Très souvent en prolongement ou en substitut d'un jardin, les espaces végétaux comme les pots, les bacs ou les tonnelles en bois en sont des éléments traditionnels.

## Critiques
Il existe toutefois des critiques relatives au mode de production et d'acheminement du bois exotique, privilégié pour ses qualités imputrescibles et esthétiques. Issu des forêts tropicales d'Asie, Afrique et Amérique du Sud, ce type de bois est critiqué en raison de la déforestation et de l'exploitation illégale des forêts. Les contraintes du transport, aussi considéré comme source de pollution du fait de la consommation de carburant, rendent souvent le bois exotique très cher à l'achat.
On signale aussi, beaucoup plus rarement, des inconvénients liés au jour entre les planches, où des objets ou de petits animaux peuvent se loger. Cela reste cependant très dépendant de l'isolation des pourtours de la terrasse, de sa hauteur par rapport au sol, et de l'environnement naturel dans lequel la terrasse est placée.
Enfin, on remarque que les lames à rainure (peignes) sont glissantes, car favorisant le développement de mousse.

## Les essences de bois utilisables pour les terrasses
Le choix du type de bois pour la réalisation d'une terrasse dépend de plusieurs critères, dont sa résistance au temps et à l'usage, son aspect esthétique, sa facilité de coupe, sa disponibilité en fonction des contraintes écologiques. L'environnement est de classe 3, 4 ou 5 suivant la forme des lames, la conception de la structure, l'exposition ... Par habitude on parle de bois de classe 3, 4 ou 5 qui est un raccourci entre le bois et sa durabilité naturelle ou conférée.

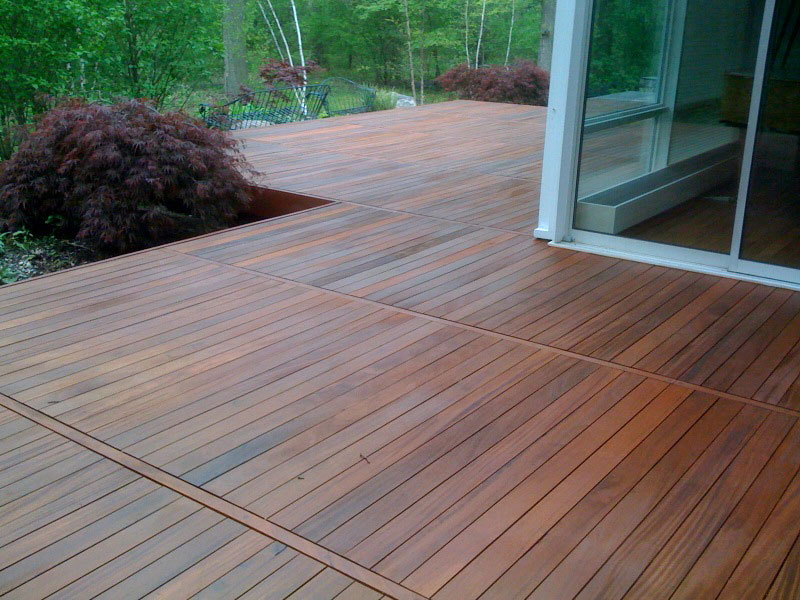
Une terrasse en Ipé (lieu inconnu).

Il existe quatre grandes catégories de bois pour les terrasses :
- les résineux, tel le mélèze, le Douglas et le Pin
- les feuillus européens, ce sont le chêne, le châtaignier, le Frêne et le Robinier entre autres
- les bois exotiques, dont les plus connus sont l'ipé, le Massaranduba, le Cumaru, le teck, le Moabi et le Padouk
- les bois composites.

## Les différents types de structure
Plusieurs types de structures, dépendant essentiellement de la hauteur de la terrasse et du terrain sur lequel elle est posée, sont possibles :
- pose sur dalle existante pour de faibles hauteurs, entre 7 et 11 cm si la dalle possède de faibles irrégularités, ou si la présence d'un pas de porte situé entre 4 et 7 cm du sol impose une conception particulière
- pose sur plots sur sol stable et pour une hauteur entre 11 et 30 cm
- sur plots maçonnés sur sol instable et pour une hauteur entre 11 et 40 cm
- pose ras-le-sol pour que le niveau de la terrasse affleure avec le sol naturel
- pose sur poutres porteuses ou lambourdes, pour une hauteur de plus de 40cm par rapport au niveau du sol
- pose sur pilotis si la terrasse est à plus d'un mètre du sol

La conception de la structure nécessite des calculs et une bonne connaissance des règles de construction et d'utilisation du bois à l'extérieur.

## La construction

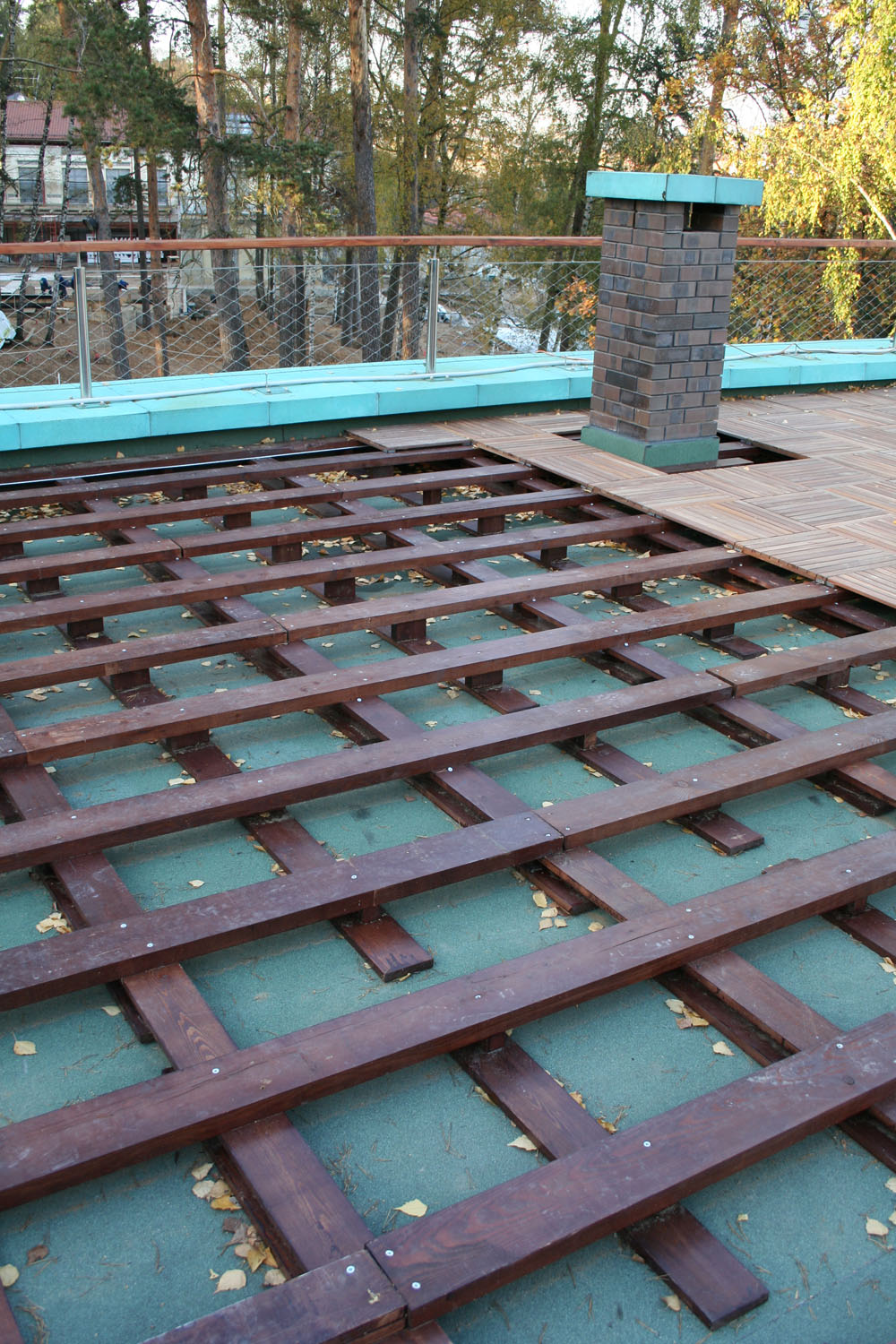
Détail de la structure en caillebotis sur un toit-terrasse.

Il existe deux formes de bois pour le sol des terrasses : les lames de bois et le bois en caillebotis. Généralement[Où ?], la proportion d'une terrasse correspond entre 30 et 50 % de la surface au sol de l'habitation dont elle dépend.[réf. souhaitée]
Grâce aux nombreux matériaux préfabriqués désormais disponibles pour le grand public, il est relativement aisé de monter une terrasse en bois. La création de plans d'aménagement pour un respect strict des normes de sécurité impose cependant de se référer à un guide de construction et de faire appel à un bureau d'étude spécialisé si besoin.
Comme d'autres types de terrasses, elle peut être soumise à une demande d'autorisation d'urbanisme, et doit notamment respecter le PLU de la ville.